# Antonio Vázquez
Antonio Vázquez, född 26 januari 1961, är en spansk idrottare som tog guld i bågskytte vid olympiska sommarspelen 1992. 